# Grays Harbor

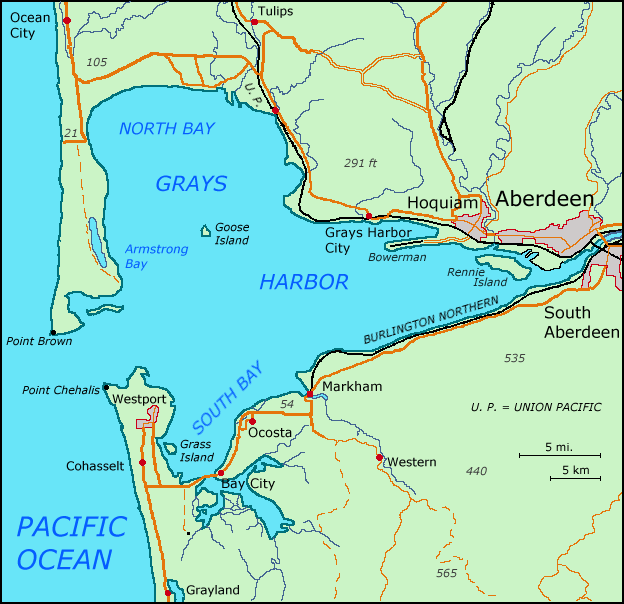
Mapa de Grays Harbor

Grays Harbor é uma baía estuária localizada 72 quilômetros ao norte do estuário do rio Columbia, na costa sudoeste do Pacífico, no estado americano de Washington. 